# Evelone (стример)
Вадим «Evelone» Козаков (рус.  Эвелон, более известен как Evelone192 или Evelone2004; род. 4 июля 1996, Новая Каховка, Херсонская область, Украина) — русскоязычный стример и контент-мейкер, известный своими трансляциями на платформе Twitch, Kick и YouTube. Evelone является одним из основателей популярного объединения стримеров «Freak Squad».

## Биография
Козаков Вадим Александрович родился 4 июля 1996 года в городе Новая Каховка на юге Украины. 
Родители Вадима находятся в разводе. Мама Вадима и он сам уже много лет не поддерживают контакт с его отцом. Фактически, воспитанием Вадима занималась только его мать, которая в будущем сыграла огромную роль в становлении стримера.
В интервью каналу «Вписка» мать Вадима рассказала о финансовых трудностях в их семье. Чтобы подарить сыну его первый компьютер, ей потребовался целый год на накопления, и на Новый год она наконец смогла осуществить его мечту, подарив долгожданный компьютер вместе с диском игры GTA Vice City.
Окончив школу, Вадим поступил в электротехнический колледж и параллельно начал работать в столярной мастерской, где сколачивал ящики для фруктов и овощей. На этой работе Вадим продержался всего несколько дней, так как ему не нравился тяжелый физический труд. Вскоре Вадим нашёл новую работу – он стал онлайн-трейдером и зарабатывал на этом 500-700 долларов в месяц. Через некоторое время Вадим начал проводить первые стримы, совмещая их с работой.
До 24 февраля 2022 года Вадим проживал в Киеве, но в том же году покинул сначала столицу, а спустя некоторое время переместился в Турцию из-за военных действий, вызванных вторжением России.
В 2023 году Вадим остановился в сербской столице Белграде, а также в ноябре 2024 года стример там же приобрел квартиру стоимостью в 80 млн. рублей.

## Карьера и популярность
С раннего возраста Вадим увлекался видеоиграми и киберспортом. В начале своей карьеры пробовал различные направления контента, но широкую популярность получил благодаря стримам на Twitch. Evelone принимал активное участие в стримах по таким играм, как CS:GO (позже CS 2), Fortnite, GTA V, Rust и другим.
В 2020 году его стримы начали стабильно собирать десятки тысяч зрителей, а в 2021 году он вошёл в топ-10 самых популярных русскоязычных стримеров Twitch. Вадим также организовывал крупные стримерские мероприятия, включая игровые турниры и коллаборации с другими известными блогерами и киберспортсменами, такими как buster, s1mple и другими.
В 2023 году, после временной блокировки Twitch-аккаунта, Evelone начал экспериментировать с платформой Kick где также собирал на своих трансляциях десятки тысяч зрителей, однако после разблокировки вернулся к стримам на своей основной площадке.

## Личная жизнь

### Брак с Марией Овчаровой
В 2017 году на одном из стримов Вадима, проводя очередной розыгрыш для зрителей, он случайно познакомился с Марией Овчаровой. У них завязались романтические отношения, но общение ребят ограничивалось видеозвонками. Спустя 8 месяцев Вадим отправился в Томск (родной город Марии) и вскоре сообщество узнало о том, что пара съехалась. 

#### Запрет на въезд в РФ и возвращение в Украину
В 2019 году стало известно, что Вадим неправильно оформил документы на въезд в Россию и предстал перед судом. Суд запретил въезд стримеру в РФ на 5 лет. Об этом Вадим сообщил на своём канале YouTube в отдельном видеоролике.
На этом история отношений с Марией не закончилась. Вадим вернулся на родину в Новую Каховку, а Мария через некоторое время прилетела к нему. В 2020 году Вадим и Мария вступили в брак, однако их союз вскоре распался из-за разногласий, возникших во время продолжительного совместного пребывания в замкнутом пространстве в период пандемии COVID-19.

### Отношения с Натальей Бердниковой
В 2020 году Вадима начали замечать в общественных местах со стримершей Натальей Бердниковой, известной под псевдонимом «Gensyxa». Однако, в то время они скрывали свои романтические отношения, но уже в 2021 году официально подтвердили, что являются парой. В марте 2023 года стало известно о расставании двух стримеров после нескольких лет отношений. По словам Вадима, инициатором разрыва был он сам, объяснив это желанием разобраться в жизни и побыть одному. 
"Я хочу понять свою жизнь и разобраться в себе, на данный момент я не вижу себя в отношениях. К Наташе я  отношусь очень хорошо, она прекрасная девушка, я за многое ей благодарен, она научила меня держать удар в сложных ситуациях, не так расстраиваться неудачам и это не пустые слова, я всегда это говорил на стримах, всегда готов поддержать Наташу, когда ей нужна будет моя помощь." — Evelone про разрыв с Gensyxa в своем телеграмм-канале
После расставания Evelone решил подарить бывшей девушке автомобиль. Это не первый случай, когда стример обещал преподнести девушке машину: в конце января, на её день рождения, он подарил ей Maserati Ghibli, однако доставить автомобиль в Россию ему не удалось. Тем не менее, стример сдержал своё слово и вместо этого подарил бывшей возлюбленной Porsche Macan S 2014 года, стоимость которого на тот момент составляла 3,1 млн рублей.

## Конфликты и скандалы

### Блокировки

#### Steam
В ноябре 2020 года компания Valve заблокировала аккаунт Вадима в Steam, оценённый им в 12 миллионов рублей. Причиной послужило нарушение пользовательского соглашения, связанное с «кражей другого аккаунта Steam».
В феврале 2023 года стример вновь получил блокировку Steam-аккаунта. Предположительно, Вадим получил бан из-за смены региона аккаунта. Администрация платформы посчитала действия подозрительными и заблокировала профиль в качестве меры по борьбе с мошенниками. Через 7 месяцев на одной из трансляций, стример сообщил, что аккаунт заблокирован на 20 лет из-за вышеупомянутой причины, однако версия по которой аккаунт был заблокирован — неофициальная.
В январе 2024 года Evelone сообщил, что аккаунт разблокировали, но доступ к нему получил злоумышленник. Инвентарь ранее заблокированного аккаунта стример оценивает в 150 тыс. долларов США.

#### Twitch
В январе 2023 года канал Вадима на Twitch был заблокирован из-за участия в треш-шоу «Игры Габара», что было расценено как «демонстрация поведения, направленного на суицид или причинение себе вреда». Спустя несколько дней администрация Twitch рекомендовала стримеру «обратиться к врачу».
«Кажется, у вас сейчас сложный период в жизни. У нас есть страница, посвящённая поддержке психического здоровья и сведениям о нём, где представлены ресурсы, которые могут быть вам полезны. Если в данный момент вы не чувствуете себя в безопасности, свяжитесь с врачом или обратитесь в больницу, где вы сможете обсудить с ним своё самочувствие.» — Модерация Twitch
В июне 2023 года основной канал Evelone192 был разблокирован.

В декабре 2023 года Вадим получил очередной бан на Twitch до 7 января 2024 года. Официальной причиной стала демонстрация «материалов сексуального характера» во время трансляции.
«Нереальные клоуны.» — Evelone

В декабре 2024 года второй канал стримера Evelone2004 был лишен статуса партнера и компаньона на платформе Twitch. Перед инцидентом, подписчики стримера пересылали сообщение в социальных сетях от одного из подписчиков Вадима, который обвинял стримера в мошенничестве и взломе аккаунта. Стример отреагировал на решение Twitch, заявив, что не имеет никакого отношения к злоумышленникам и попросил руководство платформы вернуть себе статус партнера.
Хочу официально заявить, что я не имею никакого отношения к подобным действиям. На протяжении всего саббатона я не занимался никакими махинациями, а подарочные подписки, которые могли быть оформлены на мой канал, мне неизвестны. — Evelone
В январе 2025 года стример очередной раз получил блокировку на Twitch, однако был разблокирован спустя несколько часов. Причиной блокировки стало «использование чит-программ во время трансляции». Блокировка была ошибочной, так как стример транслировал новую рубрику, в которой гости его стрима сражались 1v5, где игрок-одиночка имел доступ к системному WallHack на локальном сервере в Counter-Strike 2.

### Другие конфликты и скандалы
В начале февраля 2022 года Вадим стал участником ДТП в Киеве. 7 февраля, управляя автомобилем Audi RS 7, он двигался по Днепровской набережной с превышением скорости и, маневрируя между машинами, столкнулся с Ford Fusion. В результате аварии никто серьёзно не пострадал, однако автомобиль Вадима, стоимостью более 216 тысяч долларов, получил значительные повреждения.
В апреле 2023 года Лига безопасного интернета во главе Екатирины Мизулиной собрала список стримеров и контент-мейкеров, занимающихся рекламой казино и азартных игр. Глава ЛБИ Мизулина сообщила, что её организация обратилась в Роскомнадзор и ФНС России с просьбой ограничить контент к стримам Evelone и других стримеров, указанных в списке. В список ЛБИ вошёл также стример Александр «zubarefff» Зубарев, который как и Evelone является гражданином Украины. На фоне этого сообщество и сами стримеры высмеяли действия Екатерины Мизулиной и ЛБИ.
В августе 2024 года во время прямой трансляции стримера Владислава «stariy_bog» Левенца произошел обстрел г. Кривого Рога. В ноябре 2024 года стример Марк «GUACAMOLEMOLLY» Григорьев на своем эфире пересматривал клипы, отправленные подписчиками Twitch, и в неадекватной форме смеялся над происходящим на стриме Владислава. После публикации клипа с реакцией Марка Григорьева, стример столкнулся с мощной волной хейта от зрителей Владислава, а также других стримеров, включая Evelone, mokrivskyi и других. 

## Награды и достижения
В декабре 2024 года Вадим достиг значительных успехов на Twitch. Он занял первое место по количеству платных подписчиков, превзойдя американского стримера Kai Cenat. На его канал подписались почти 400 тысяч пользователей.